# Rally Dakar de 2002
El Rally Dakar de 2002, la vigesimocuarta edición de esta carrera rally raid, se realizó del 28 de diciembre de 2001 al 13 de enero del año siguiente. El trayecto total de esta versión, que se extendió entre Arrás y Dakar, fue de 9436 km y se disputó por rutas de Francia, España, Marruecos (con el Sahara Occidental incluido), Mauritania y Senegal.
Los vencedores fueron Fabrizio Meoni en motos, el japonés Hiroshi Masuoka en coches y el ruso Vladimir Chagin en camiones.
Participaron un total de 117 coches, 167 motocicletas y 34 camiones, de los cuales llegaron a la final 52, 58 y 22, respectivamente.

## Recorrido
| Etapa | Fecha           | Origen          | Destino         | Total (km)      |
| ----- | --------------- | --------------- | --------------- | --------------- |
| 1     | 28 de diciembre | Arrás           | Châteauroux     |                 |
| 2     | 29 de diciembre | Châteauroux     | Narbona         |                 |
| 3     | 30 de diciembre | Narbona         | Madrid          | 906             |
| 4     | 31 de diciembre | Madrid          | Rabat           | 935             |
| 5     | 1 de enero      | Rabat           | Er Rachidia     | 539             |
| 6     | 2 de enero      | Er Rachidia     | Uarzazat        | 576             |
| 7     | 3 de enero      | Uarzazat        | Tan-Tan         | 793             |
| 8     | 4 de enero      | Tan-Tan         | Zouérat         | 739             |
| 9     | 5 de enero      | Zouérat         | Atar            | 396             |
|       | 6 de enero      | Día de descanso | Día de descanso | Día de descanso |
| 10    | 7 de enero      | Atar            | Atar            | 382             |
| 11    | 8 de enero      | Atar            | Tidjikja        | 502             |
| 12    | 9 de enero      | Tidjikja        | Tichit          | 500             |
| 13    | 10 de enero     | Tichit          | Tichit          | 422             |
| 14    | 11 de enero     | Tichit          | Kiffa           | 473             |
| 15    | 12 de enero     | Kiffa           | Dakar           | 1011            |
| 16    | 13 de enero     | Dakar           | Dakar           | 69              |

## Vencedores por etapas
| Etapa | Motocicletas                    | Coches                          | Camiones                        |
| ----- | ------------------------------- | ------------------------------- | ------------------------------- |
| 1     | etapa de enlace sin cronometrar | etapa de enlace sin cronometrar | etapa de enlace sin cronometrar |
| 2     | Pierre Quinonero                | Fernando Gil                    | etapa cancelada (1)             |
| 3     | Richard Sainct                  | Grégoire De Mévius              | Corrado Pattono                 |
| 4     | Nani Roma                       | Fernando Gil                    | etapa cancelada (1)             |
| 5     | Carlo de Gavardo                | Hiroshi Masuoka                 | Jan de Rooy                     |
| 6     | Jordi Arcarons                  | Stéphane Peterhansel            | Vladimir Chagin                 |
| 7     | Carlo de Gavardo                | Hiroshi Masuoka                 | Vladimir Chagin                 |
| 8     | Fabrizio Meoni                  | Kenjiro Shinozuka               | Vladimir Chagin                 |
| 9     | Kari Tiainen                    | Hiroshi Masuoka                 | Vladimir Chagin                 |
|       | Día de descanso                 |                                 |                                 |
| 10    | Alfie Cox                       | Jutta Kleinschmidt              | André de Azevedo                |
| 11    | Carlo de Gavardo                | Hiroshi Masuoka                 | Vladimir Chagin                 |
| 12    | Alfie Cox                       | Jean-Pierre Fontenay            | Vladimir Chagin                 |
| 13    | Giovanni Sala                   | Hiroshi Masuoka                 | Karel Loprais                   |
| 14    | Fabrizio Meoni                  | Jutta Kleinschmidt              | Vladimir Chagin                 |
| 15    | Bernardo Vilar                  | Grégoire De Mévius              | André de Azevedo                |
| 16    | Giovanni Sala                   | Grégoire De Mévius              | André de Azevedo                |

- (1) etapas canceladas por condiciones climáticas adversas.

## Clasificaciones finales
- Diez primeros clasificados en cada una de las tres categorías en competencia.

### Motos
| Rank. | Piloto                  | Marca | Tiempo    |
| ----- | ----------------------- | ----- | --------- |
| 1     | Fabrizio Meoni          | KTM   | 48:00:59  |
| 2     | Alfie Cox               | KTM   | + 47:52   |
| 3     | Richard Sainct          | KTM   | + 1:20:25 |
| 4     | Carlo de Gavardo        | KTM   | + 2:52:46 |
| 5     | Isidre Esteve           | KTM   | + 2:54:34 |
| 6     | Giovanni Sala           | KTM   | + 4:02:47 |
| 7     | Jordi Arcarons          | KTM   | + 4:47:17 |
| 8     | Eric Bernard            | KTM   | + 5:14:32 |
| 9     | Pål Anders Ullevålseter | KTM   | + 6:11:22 |
| 10    | Paulo Manuel Marques    | KTM   | + 8:15:38 |

### Coches
| Rank. | Piloto               | Copiloto            | Marca      | Tiempo     |
| ----- | -------------------- | ------------------- | ---------- | ---------- |
| 1     | Hiroshi Masuoka      | Pascal Maimon       | Mitsubishi | 46:11:30   |
| 2     | Jutta Kleinschmidt   | Andreas Schulz      | Mitsubishi | + 22:01    |
| 3     | Kenjiro Shinozuka    | Thierry Delli-Zotti | Mitsubishi | + 35:15    |
| 4     | Jean-Pierre Fontenay | Gilles Picard       | Mitsubishi | + 1:37:30  |
| 5     | Carlos Sousa         | Víctor Jesús        | Mitsubishi | + 5:20:57  |
| 6     | Saeed Al-Hajri       | Matthew Stevenson   | Mitsubishi | + 8:24:51  |
| 7     | Luc Alphand          | Arnaud Debron       | Mitsubishi | + 10:40:02 |
| 8     | Klever Kolberg       | Pascal Larroque     | Mitsubishi | + 12:21:09 |
| 9     | Jean-Jacques Ratet   | Jean-Pierre Garcin  | Toyota     | + 15:48:03 |
| 10    | Nicolas Misslin      | Jean-Michel Polato  | Mitsubishi | + 18:04:22 |

### Camiones
| Rank. | Piloto             | Copiloto                             | Marca         | Tiempo     |
| ----- | ------------------ | ------------------------------------ | ------------- | ---------- |
| 1     | Vladimir Chagin    | Semen Yakubov Sergey Savostin        | Kamaz         | 65:12:14   |
| 2     | Karel Loprais      | Josef Kalina Petr Hamerla            | Tatra         | + 4:23:05  |
| 3     | Yoshimasa Sugawara | Naoko Matsumoto Seiichi Suzuki       | Hino          | + 6:30:34  |
| 4     | Peter Reif         | Gunther Pichlbauer Lee Palmer        | MAN           | + 7:17:30  |
| 5     | Jean-Paul Bosonnet | Serge Lacourt Roger Darroux          | Mercedes-Benz | + 11:59:42 |
| 6     | Jan de Rooy        | Gérard de Rooy Yvo Geusens           | DAF           | + 14:30:51 |
| 7     | Helmut Kropfel     | Hermann Anzini Ronald Bormann        | MAN           | + 17:19:05 |
| 8     | Paolo Barilla      | Matteo Marzotto Ferdinando Ravarotto | Mercedes-Benz | + 19:33:06 |
| 9     | Corrado Pattono    | Guido Toni                           | Mercedes-Benz | + 23:28:22 |
| 10    | André de Azevedo   | Tomáš Tomeček Jaromír Martinec       | Tatra         | + 23:40:34 |